# Call Me If You Get Lost Tour
Il Call Me If You Get Lost Tour è stato il quinto tour musicale del rapper statunitense Tyler, the Creator, a supporto del suo sesto album in studio Call Me If You Get Lost (2021).

## Scaletta
Questa scaletta rappresenta quella del concerto a Filadelfia del 6 marzo 2022. Non è, pertanto, rappresentativa per tutti gli spettacoli del tour.
1. Sir Baudelaire
2. Corso
3. Lemonhead
4. Hot Wind Blows
5. Lumberjack
6. Massa
7. WusYaName
8. Boredom
9. 911
10. See You Again
11. IFHY
12. She
13. Smuckers
14. Yonkers
15. Bimmer
16. Rusty
17. Tamale
18. I Thought You Wanted to Dance
19. Who Dat Boy
20. I Think
21. Earfquake
22. New Magic Wand
23. RunItUp

## Date del tour
| Data             | Città            | Stato         | Luogo                          | Artisti d'apertura                       | Biglietti (venduti / disponibili) | Incasso      |
| Nord America     | Nord America     | Nord America  | Nord America                   | Nord America                             | Nord America                      | Nord America |
| ---------------- | ---------------- | ------------- | ------------------------------ | ---------------------------------------- | --------------------------------- | ------------ |
| 10 febbraio 2022 | San Diego        | Stati Uniti   | Pechanga Arena                 | Kali Uchis Vince Staples Teezo Touchdown | 11.239 / 11.239                   | $1.179.180   |
| 11 febbraio 2022 | Phoenix          | Stati Uniti   | Footprint Center               | Kali Uchis Vince Staples Teezo Touchdown | 14.372 / 14.372                   | $985.093     |
| 12 febbraio 2022 | Las Vegas        | Stati Uniti   | Michelob Ultra Arena           | Kali Uchis Vince Staples Teezo Touchdown | 8.733 / 8.733                     | $927.389     |
| 14 febbraio 2022 | El Paso          | Stati Uniti   | Don Haskins Center             | Kali Uchis Vince Staples Teezo Touchdown | 8.287 / 8.287                     | $629.691     |
| 16 febbraio 2022 | Dallas           | Stati Uniti   | American Airlines Arena        | Kali Uchis Vince Staples Teezo Touchdown | 14.410 / 14.410                   | $1.302.665   |
| 18 febbraio 2022 | Saint Louis      | Stati Uniti   | Chaifetz Arena                 | Kali Uchis Vince Staples Teezo Touchdown | 7.811 / 7.984                     | $506.111     |
| 19 febbraio 2022 | Independence     | Stati Uniti   | Cable Dahmer Arena             | Kali Uchis Vince Staples Teezo Touchdown | 4.849 / 5.000                     | $382.549     |
| 20 febbraio 2022 | Minneapolis      | Stati Uniti   | Target Center                  | Kali Uchis Vince Staples Teezo Touchdown | 9.691 / 11.378                    | $678.199     |
| 22 febbraio 2022 | Chicago          | Stati Uniti   | United Center                  | Kali Uchis Vince Staples Teezo Touchdown | 15.955 / 15.955                   | $1.343.625   |
| 24 febbraio 2022 | Milwaukee        | Stati Uniti   | Fiserv Forum                   | Kali Uchis Vince Staples Teezo Touchdown | 7.567 / 7.567                     | $637.393     |
| 27 febbraio 2022 | Columbus         | Stati Uniti   | Schottenstein Center           | Kali Uchis Vince Staples Teezo Touchdown | 11.229 / 11.229                   | $618.734     |
| 28 febbraio 2022 | Detroit          | Stati Uniti   | Little Caesars Arena           | Kali Uchis Vince Staples Teezo Touchdown | 15.290 / 15.290                   | $1.043.782   |
| 3 marzo 2022     | Worcester        | Stati Uniti   | DCU Center                     | Kali Uchis Vince Staples Teezo Touchdown | 10.328 / 10.328                   | $985.702     |
| 4 marzo 2022     | Norfolk          | Stati Uniti   | Chartway Arena                 | Kali Uchis Vince Staples Teezo Touchdown | 6.459 / 6.459                     | $440.397     |
| 6 marzo 2022     | Filadelfia       | Stati Uniti   | Wells Fargo Center             | Kali Uchis Vince Staples Teezo Touchdown | 14.964 / 14.964                   | $993.132     |
| 7 marzo 2022     | Washington, D.C. | Stati Uniti   | Capital One Arena              | Kali Uchis Vince Staples Teezo Touchdown | 15.254 / 15.254                   | $1.142.807   |
| 9 marzo 2022     | Laval            | Canada        | Place Bell                     | Kali Uchis Vince Staples Teezo Touchdown | N.D.                              | N.D.         |
| 11 marzo 2022    | Toronto          | Canada        | Scotiabank Arena               | Kali Uchis Vince Staples Teezo Touchdown | 14.296 / 14.296                   | $1.145.581   |
| 12 marzo 2022    | Pittsburgh       | Stati Uniti   | Petersen Events Center         | Kali Uchis Vince Staples Teezo Touchdown | N.D.                              | N.D.         |
| 13 marzo 2022    | New York City    | Stati Uniti   | Madison Square Garden          | Kali Uchis Vince Staples Teezo Touchdown | 28.880 / 28.880                   | $2.396.662   |
| 14 marzo 2022    | New York City    | Stati Uniti   | Madison Square Garden          | Kali Uchis Vince Staples Teezo Touchdown | 28.880 / 28.880                   | $2.396.662   |
| 16 marzo 2022    | Charlotte        | Stati Uniti   | Bojangles Coliseum             | Kali Uchis Vince Staples Teezo Touchdown | 8.745 / 8.745                     | $772.602     |
| 18 marzo 2022    | Orlando          | Stati Uniti   | Amway Center                   | Kali Uchis Vince Staples Teezo Touchdown | N.D.                              | N.D.         |
| 19 marzo 2022    | Tampa            | Stati Uniti   | Yuengling Center               | Kali Uchis Vince Staples Teezo Touchdown | N.D.                              | N.D.         |
| 20 marzo 2022    | Miami            | Stati Uniti   | FTX Arena                      | Kali Uchis Vince Staples Teezo Touchdown | 13.844 / 13.844                   | $1.077.140   |
| 23 marzo 2022    | North Charleston | Stati Uniti   | North Charleston Coliseum      | Kali Uchis Vince Staples Teezo Touchdown | 8.468 / 8.468                     | $643.385     |
| 25 marzo 2022    | Duluth           | Stati Uniti   | Gas South Arena                | Kali Uchis Vince Staples Teezo Touchdown | 9.592 / 9.592                     | $924.170     |
| 27 marzo 2022    | Houston          | Stati Uniti   | Toyota Center                  | Kali Uchis Vince Staples Teezo Touchdown | 13.411 / 13.411                   | $1.152.564   |
| 29 marzo 2022    | Denver           | Stati Uniti   | Ball Arena                     | Kali Uchis Vince Staples Teezo Touchdown | 11.619 / 11.619                   | $794.146     |
| 31 marzo 2022    | Los Angeles      | Stati Uniti   | Staples Center                 | Kali Uchis Vince Staples Teezo Touchdown | 14.757 / 14.757                   | $1.614.259   |
| 1º aprile 2022   | Oakland          | Stati Uniti   | Oakland Arena                  | Kali Uchis Vince Staples Teezo Touchdown | N.D.                              | N.D.         |
| 2 aprile 2022    | Sacramento       | Stati Uniti   | Golden 1 Center                | Kali Uchis Vince Staples Teezo Touchdown | 14.588 / 14.588                   | $834.235     |
| 4 aprile 2022    | Portland         | Stati Uniti   | Moda Center                    | Kali Uchis Vince Staples Teezo Touchdown | 13.438 / 13.438                   | $918.843     |
| 7 aprile 2022    | Vancouver        | Canada        | Pacific Coliseum               | Kali Uchis Vince Staples Teezo Touchdown | 8.923 / 8.923                     | $672.433     |
| 8 aprile 2022    | Seattle          | Stati Uniti   | Climate Pledge Arena           | Kali Uchis Vince Staples Teezo Touchdown | 14.595 / 14.595                   | $1.421.906   |
| Europa           |                  |               |                                |                                          |                                   |              |
| 3 giugno 2022    | Varsavia         | Polonia       | Tor wyścigów konnych Służewiec | N.D.                                     | N.D.                              | N.D.         |
| 4 giugno 2022    | Barcellona       | Spagna        | Parc del Fòrum                 | N.D.                                     | N.D.                              | N.D.         |
| 5 giugno 2022    | Parigi           | Francia       | Zénith Paris                   | N.D.                                     | N.D.                              | N.D.         |
| 7 giugno 2022    | Amsterdam        | Paesi Bassi   | AFAS Live                      | N.D.                                     | N.D.                              | N.D.         |
| 9 giugno 2022    | Barcellona       | Spagna        | Parc del Fòrum                 | N.D.                                     | N.D.                              | N.D.         |
| 11 giugno 2022   | Stoccolma        | Svezia        | Rosendals Tradgard             | N.D.                                     | N.D.                              | N.D.         |
| 12 giugno 2022   | Manchester       | Regno Unito   | Heaton Park                    | N.D.                                     | N.D.                              | N.D.         |
| 1º luglio 2022   | Roskilde         | Danimarca     | Dyrskuepladsen                 | N.D.                                     | N.D.                              | N.D.         |
| 2 luglio 2022    | Dublino          | Irlanda       | Marlay Park                    | N.D.                                     | N.D.                              | N.D.         |
| 3 luglio 2022    | Londra           | Regno Unito   | Crystal Palace Park            | N.D.                                     | N.D.                              | N.D.         |
| 6 luglio 2022    | Frauenfeld       | Svizzera      | Grosse Allmend                 | N.D.                                     | N.D.                              | N.D.         |
| 8 luglio 2022    | Liège            | Belgio        | Parc Rocourt                   | N.D.                                     | N.D.                              | N.D.         |
| Oceania          |                  |               |                                |                                          |                                   |              |
| 22 luglio 2022   | Auckland         | Nuova Zelanda | Spark Arena                    | Kali Uchis                               | N.D.                              | N.D.         |
| 24 luglio 2022   | Byron Bay        | Australia     | North Byron Parklands          | N.D.                                     | N.D.                              | N.D.         |
| 26 luglio 2022   | Perth            | Australia     | RAC Arena                      | Kali Uchis                               | N.D.                              | N.D.         |
| 29 luglio 2022   | Sydney           | Australia     | Qudos Bank Arena               | Kali Uchis                               | N.D.                              | N.D.         |
| 30 luglio 2022   | Sydney           | Australia     | Qudos Bank Arena               | Kali Uchis                               | N.D.                              | N.D.         |
| 2 agosto 2022    | Melbourne        | Australia     | Rod Laver Arena                | Kali Uchis                               | N.D.                              | N.D.         |
| 3 agosto 2022    | Melbourne        | Australia     | Rod Laver Arena                | Kali Uchis                               | N.D.                              | N.D.         |